# Celastrus hypoleucus
Celastrus hypoleucus är en benvedsväxtart som först beskrevs av Oliver, och fick sitt nu gällande namn av Warburg och Ludwig Eduard Theodor Loesener. Celastrus hypoleucus ingår i släktet Celastrus och familjen Celastraceae. Inga underarter finns listade.